# Connor Paolo
Connor Paolo (New York, 11 luglio 1990) è un attore statunitense.
Connor è conosciuto soprattutto per il suo ruolo in Revenge e in Gossip Girl come Eric van der Woodsen.

## Biografia
Di famiglia ebraica, ha iniziato a recitare all'età di 9 anni, cominciando ad affermarsi nel corso degli anni 2000; dopo aver partecipato, nel 2002, a un episodio della serie televisiva Law & Order - Unità vittime speciali e poi, al film del 2003 Mystic River (con i giovani attori Cayden Boyd e Cameron Bowen), nel 2004 ha avuto un ruolo di rilievo nel film storico Alexander (il protagonista Alessandro da giovane).
A partire dal 2007 l'attore è stato presente nella serie Gossip Girl, dove ha interpretato Eric van der Woodsen fino al 2011, anno in cui è entrato a far parte del cast fisso della serie televisiva Revenge.
Oltre la brillante carriera cinematografica e televisiva, Paolo ha lavorato anche in teatro e in spot commerciali.
Per la sua attività l'attore ha conseguito una nomination per gli Young Artist Awards
nel 2007.

## Filmografia parziale

### Cinema
- Mystic River, regia di Clint Eastwood (2003)
- Alexander, regia di Oliver Stone (2004)
- World Trade Center, regia di Oliver Stone (2006)
- Snow Angels, regia di David Gordon Green (2007)
- Favorite Son, regia di Howard Libov (2008)
- The Winning Season, regia di James C. Strouse (2009)
- Camp Hell, regia di George VanBuskirk (2010)
- Stake Land, regia di Jim Mickle (2010)
- Stake Land II - The Stakelander, regia di Dan Berk e Robert Olsen (2016)
- Friend Request - La morte ha il tuo profilo (Friend Request), regia di Simon Verhoeven (2016)
- Like Lambs, regia di Ted Marcus (2016)
- Outlaw, regia di Tyler Shields (2016)
- Flock of Four, regia di Gregory Caruso (2017)
- Distancing Socially, regia di Chris Blake (2021)
- Ambush - L'imboscata (Ambush), regia di Mark Burman (2023)
- The Young Wife, regia di Tayarisha Poe (2023)
- The Last Stop in Yuma County, regia di Francis Galluppi (2023)

### Televisione
- Law & Order - Unità vittime speciali (Law & Order: Special Victims Unit) – serie TV, episodi 4x09-7x21 (2002, 2006)
- Una vita da vivere (One Life to Live) – soap opera, puntate sconosciute (2004)
- Gossip Girl – serie TV, 53 episodi (2007-2012)
- Mercy – serie TV, episodio 1x15 (2010)
- Revenge – serie TV, 43 episodi (2011-2013, 2015)
- Philip K. Dick's Electric Dreams – serie TV, episodio 1x09 (2018)
- The Resident – serie TV, episodio 3x19 (2020)

### Doppiaggio
- Canis Canem Edit (Bully) – videogioco (2006)

## Doppiatori italiani
Nelle versioni in italiano delle opere in cui ha recitato, Connor Paolo è stato doppiato da:
- Alessio Puccio in Gossip Girl, Ambush - L'imboscata
- Flavio Aquilone in Revenge, Friend Request - La morte ha il tuo profilo
- Fabrizio De Flaviis in World Trade Center
- Gabriele Patriarca in Alexander
- Stefano De Filippis in Camp Hell
- Manuel Meli in Stake Land
- Paolo De Santis in Stake Land II - The Stakelander
- Davide Perino in Philip K. Dick’s Electric Dreams